# Sphagnum fitzgeraldii
Sphagnum fitzgeraldii là một loài rêu trong họ Sphagnaceae. Loài này được Renauld & Cardot mô tả khoa học đầu tiên năm 1884.